# 勒加洲
勒加洲（英語：La Ka Chau）是香港昔日的一個島嶼，位於新界西貢市東北部，地區行政上屬於西貢區。島嶼在1970年代末至1980年代初西貢墟進行填海工程時，被填海夷平。現時該處為西貢公眾停車場的一部份。

## 站外鏈結
- 香港地方; 討論; 勒加洲 （页面存档备份，存于）